# Viktor Ewerlöf
Viktor Bernhard Ewerlöf, född 25 maj 1860 i Östra Kärrstorps socken, Malmöhus län, död 25 februari 1942 i Djursholm i Danderyds församling, var en svensk apotekare. Han var bror till William och Erik Ewerlöf.
Ewerlöf, som var son till drätselkamrer Bernhard Ewerlöf och Sofia Meissner, blev farmacie kandidat 1880 och avlade apotekarexamen 1886. Han var innehavare av apoteket i Djursholm 1902–1914 och erhöll transport till apoteket Nordstjernan i Stockholm 1914. Han var ledamot av Apotekarsocietetens direktion 1911–1922 samt styrelseledamot i Apotekarkårens livränte- och pensionskassa från 1918 och i Sveriges Apotekares Kredit AB från 1906.